# Шотландский центр наследия виски
Шотландский центр наследия виски (англ. Scotch Whisky Heritage Centre) — музей шотландского виски, где собрана самая большая коллекция бутылок, насчитывающая более 3 500 штук. Для постоянного привлечения туристов к истории и развитии шотландского виски 19 отдельных компаний производителей этого напитка, вложив 2 млн фунтов, основали в июле 1987 года Центр наследия виски.
Центр расположен недалеко от Эдинбургского замка и находится по адресу Каслхилл 354, Королевская Миля в старом городе Эдинбург.

## История
Музей открылся в 1988 году в здании бывшей школы. Школа была смешанной (для мальчиков и девочек), закрылась в 1951 году из-за сокращения числа школ. После здание использовалось как школа общественного питания и универсальный магазин.
В июле 1987 года 19 отдельных компаний по производству шотландского виски совместно инвестировали 2 млн. фунтов стерлингов в создание Центра наследия шотландского виски - постоянной достопримечательности, основанной на истории и развитии шотландского виски. Музей был открыт 5 мая 1988 года, а в 2006 году он изменил название на «THE SCOTCH WHISKY EXPERIENCE». 
В 2008 году в музее была собрана коллекция с 3384 бутылками шотландского виски. Коллекция создавалась в течение 35 лет бразильским энтузиастом Клайвом Видизом, который считал что шотландское виски должно храниться в Шотландии. Коллекция размещена в специально разработанном стеклянном и мраморном хранилище и была открыта 4-м первым министром Шотландии Алексом Салмондом в мае 2009 года. В 2012 году музей был отремонтирован за 1 млн. фунтов стерлингов. Было добавлено множество новых функций, включая интерактивную карту дегустации и руководство по винокурне с сенсорным экраном. В том же году впервые состоялся «Международный конкурс спиртных напитков».

## Посетители
Для туристов устраивают туры по истории шотландского виски, показывают видеоролики, раскрывающие все фазы приготовления этого напитка, а также предоставляют возможность дегустации более 100 сортов напитка из четырех районов Шотландии (Highlands, Speyside, Islands, Lowland).
В 2013 году 300 000 человек посетили эту достопримечательность и более 155 000 человек приняли участие в туре. Эти цифры выросли до 308 000 человек в 2014 году из которых 157 000 человек приняли участие в туре. Большую часть посетителей составляют туристы из Китая, Бразилии и Индии.